# Herbert Goldstein
Pour les articles homonymes, voir Goldstein.
Herbert Goldstein (né le 26 juin 1922 – mort le 12 janvier 2005) est un physicien américain. Il est l'auteur du livre Classical Mechanics (en), régulièrement utilisé comme manuel de cours au premier cycle universitaire. Il est également membre fondateur et président de l'Association of Orthodox Jewish Scientists (en).

## Biographie
Goldstein obtient un B.S. du City College of New York en 1940, puis un Ph.D. du Massachusetts Institute of Technology (M.I.T.) en 1943.
De 1942 à 1946, Goldstein travaille au Radiation Laboratory du M.I.T... 
Il enseigne la physique à l'université Harvard de 1946 à 1949. En 1949–1950, il est chercheur postdoctoral de la Commission de l'énergie atomique des États-Unis au M.I.T.. En 1952-1953, il est professeur invité à l'université Brandeis.
À partir de 1950, Goldstein est physicien à la Nuclear Development Corporation of America. À partir de 1961, il est professeur à l'université Columbia.
En 1962, il remporte le prix Ernest-Orlando-Lawrence.
Il est enterré en Israël.

## Œuvres
- (en) H. Goldstein, Classical Mechanics, Addison-Wesley, 1950.  (ISBN 0201025108)
- (en) H. Goldstein, Fundamental Aspects of Reactor Shielding, Addison-Wesley, 1959.
- (en) H. Goldstein, Classical Mechanics (2nd Edition), Addison-Wesley, 1980.  (ISBN 0201029189)
- (en) H. Goldstein, C. P. Poole, J. L. Safko, Classical Mechanics (3rd Edition), Addison-Wesley, 2001.  (ISBN 0201657023)